# San Marco (L9893)
San Marco (L9893) je italská výsadková loď kategorie Amphibious Transport Dock. Jedná se o druhou postavenou loď třídy San Giorgio.

## Historie
Kýl lodi byl položen 26. března 1985 v loděnici Fincantieri. 21. října 1987 byla San Marco spuštěna na vodu a dne 14. května 1988 byla uvedena do služby. Od prosince 1992 se San Marco a San Giorgio (L9892) v Somálsku účastnila misí Ibis I a Ibis II společně s 24. námořní skupinou (Vittorio Veneto (C 550), Vesuvio (A 5329) a Grecale (F 571) a s 25. námořní skupinou (Giuseppe Garibaldi (C551), Stromboli (A 5327) a Scirocco (F 573).
V polovině roku 2006 byla Itálie jednou z prvních zemí, které se zapojily do libanonské války. San Marco se účastnila operací Mimosa '06 a Leonte společně s válečnými loděmi San Giorgio (L9892), San Giusto (L9894), Aliseo (F 574), Durand de la Penne (D-560) a Giuseppe Garibaldi (C551). Lodě převážely tuny materiálu určené pro obyvatele, např. polní kuchyně, léky nebo potraviny. Potraviny pro civilisty byly poskytnuty italským Ministerstvem zahraničních věcí, Italským červeným křížem či Světovým potravinovým programem.
Dne 16. června 2016 se San Marco společně s loděmi Bersagliere (F 584), Comandante Cigala Fulgosi (P 490), Andrea Doria (D553), Carlo Margottini (F-592), Etna (A 5326) a Stromboli (A 5327) zúčastnila cvičení v rámci iniciativy Great Green Fleet (česky Velká zelená flotila). Operace se účastnily i americké válečné lodě USS Dwight D. Eisenhower (CVN-69), USS San Jacinto (CG-56) a USS Roosevelt (DDG-80).

## Galerie

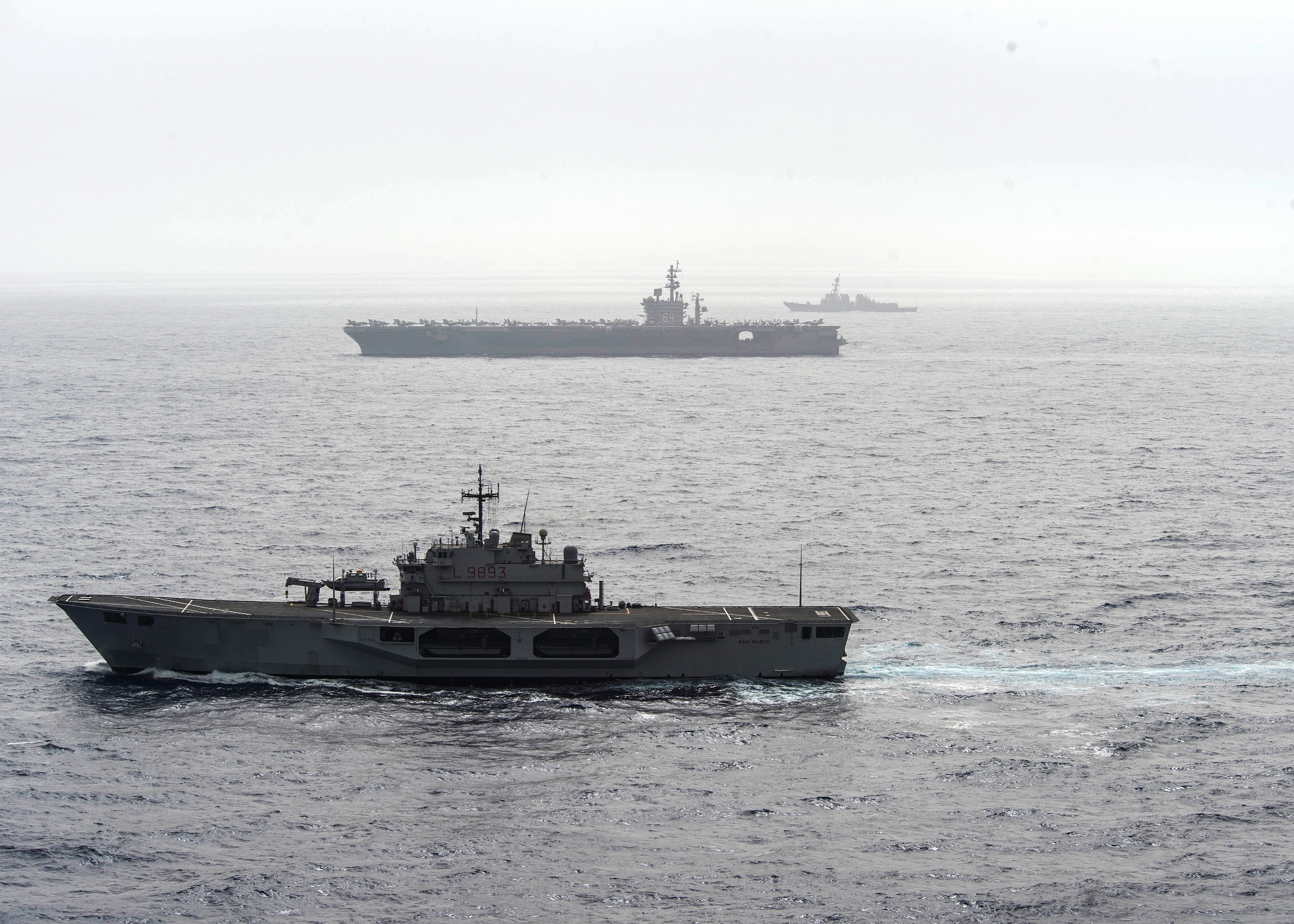
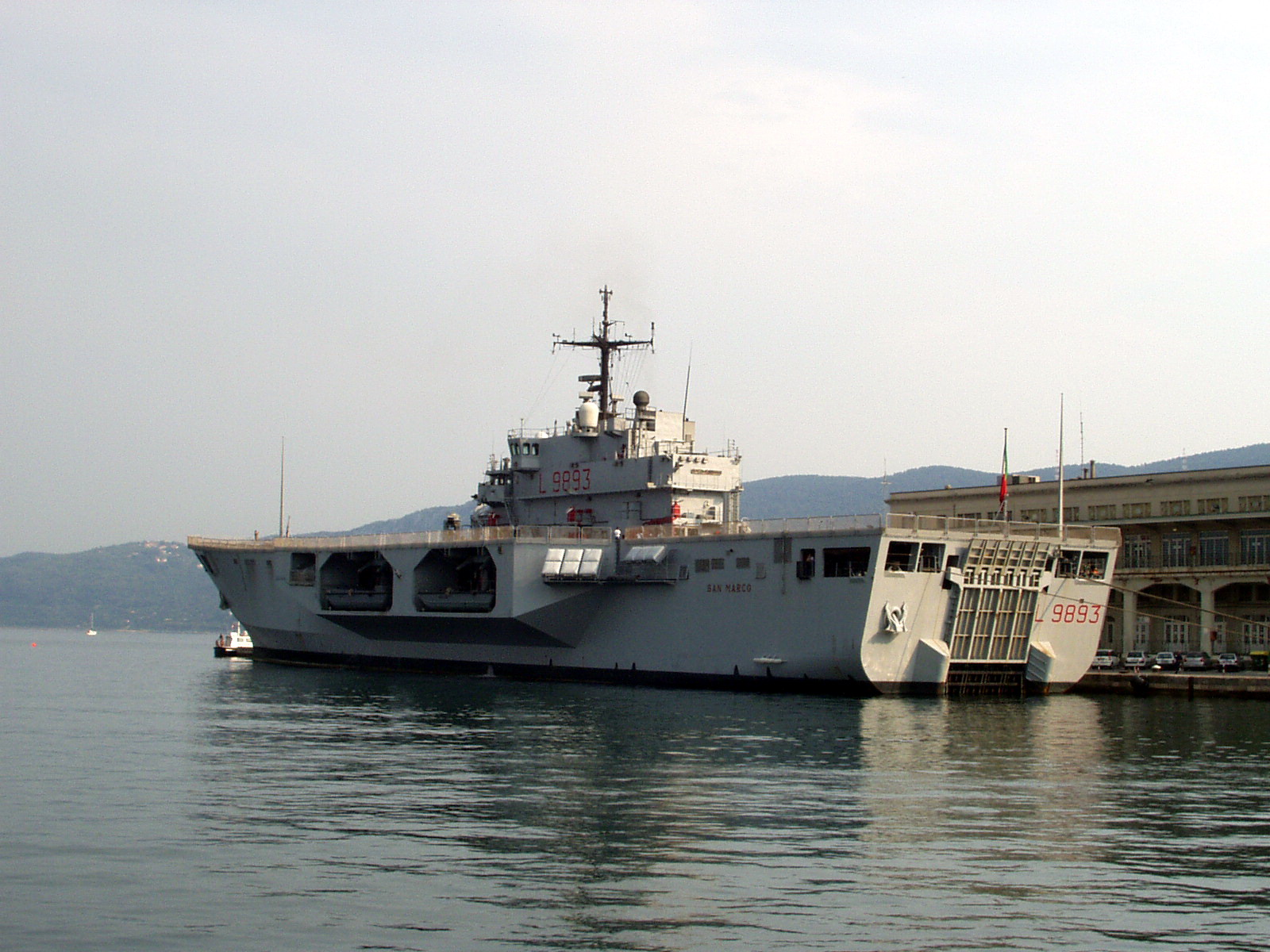
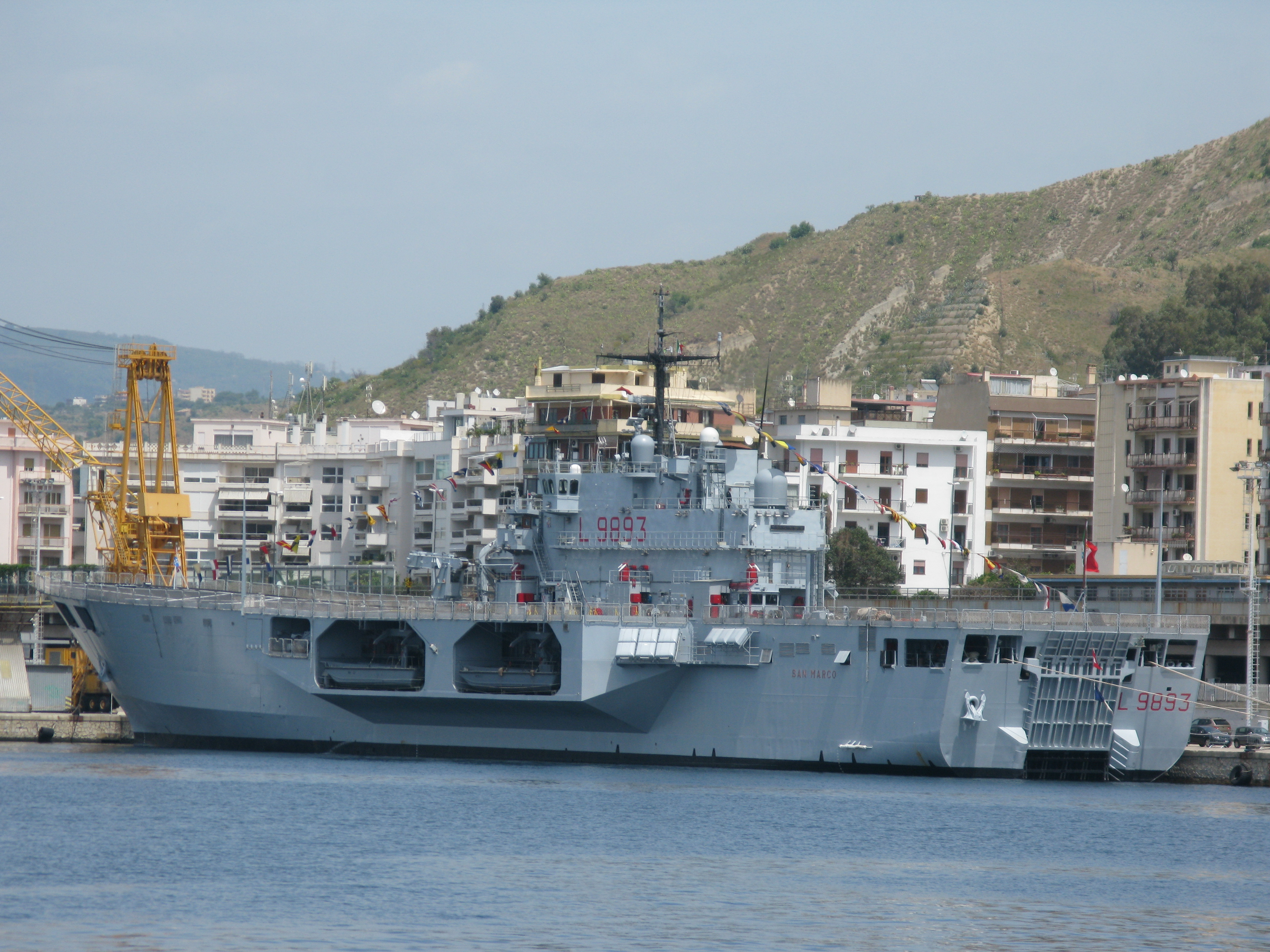
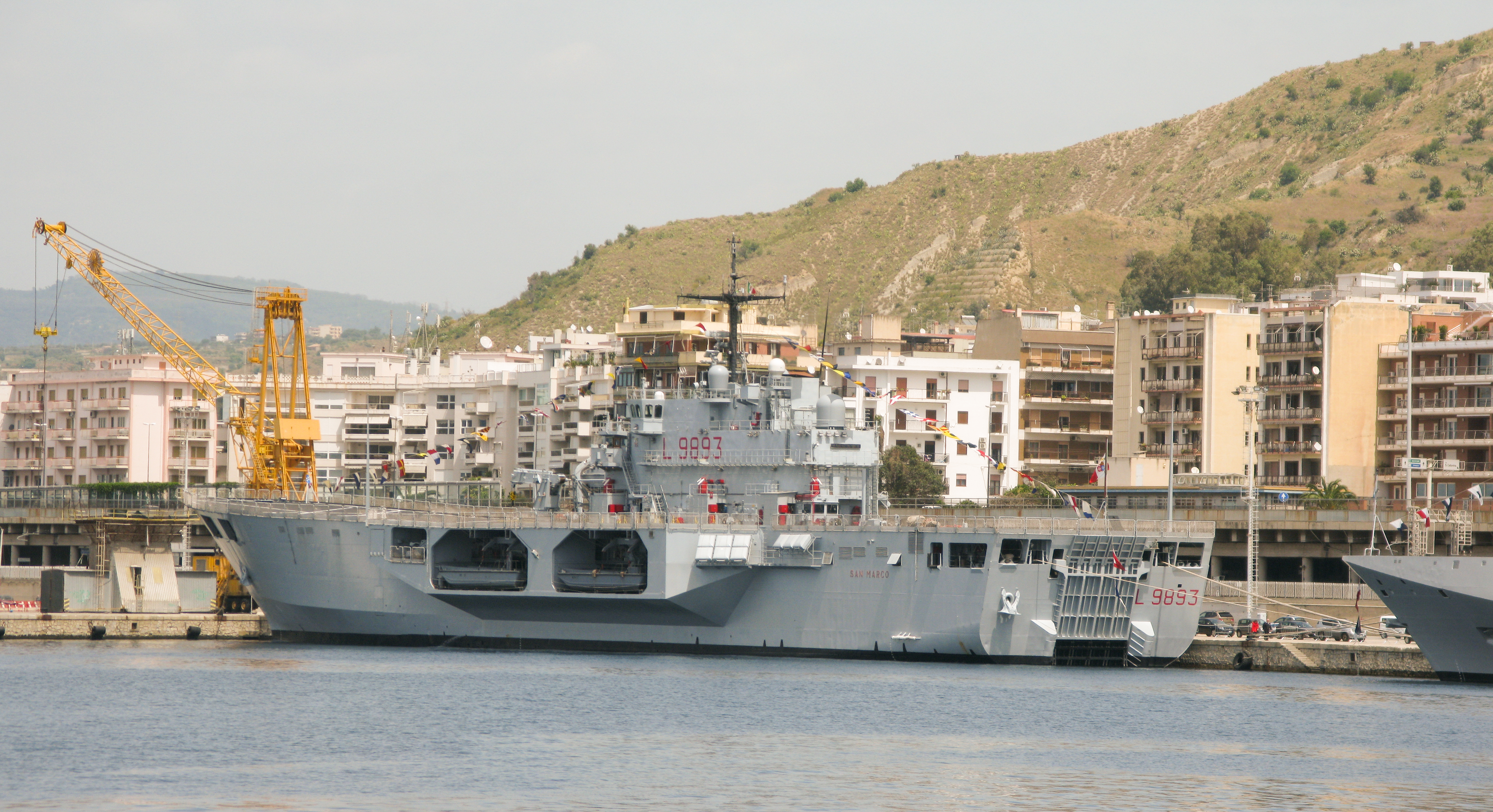
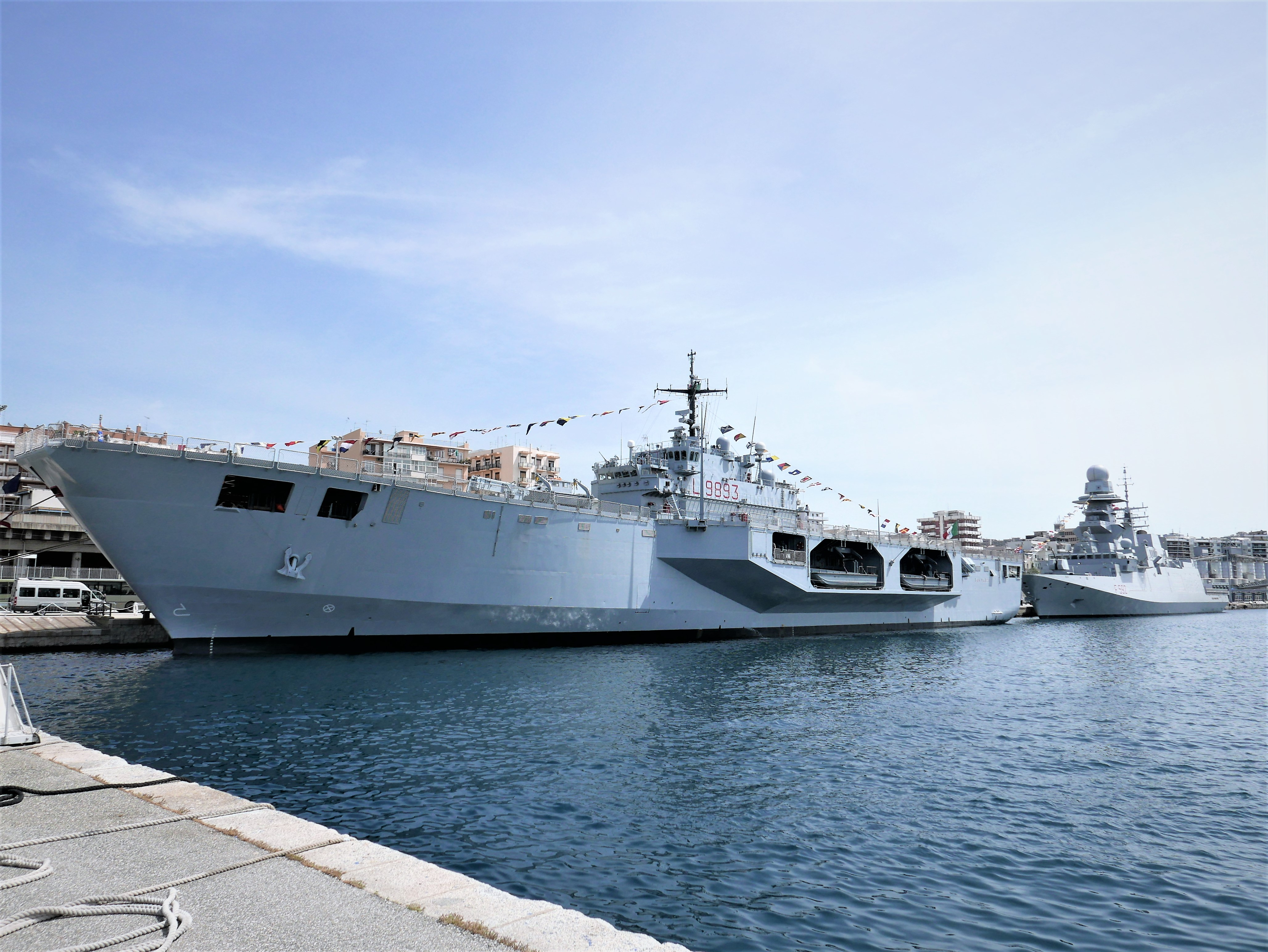